# Carlo Esterle
Carlo Esterle (Trento, 1º novembre 1853 – Milano, 7 settembre 1918) è stato un ingegnere italiano.
Fu elevato al Senato del Regno il 16 ottobre 1913 e fu Commendatore dell'Ordine dei Santi Maurizio e Lazzaro dal 13 aprile 1912.

## Biografia
Carlo Esterle, laureatosi in Ingegneria civile a Torino, coglie le potenzialità di sviluppo nel campo della produzione, del trasporto e della distribuzione dell'energia elettrica. Grazie ai buoni rapporti con la Banca Commerciale Italiana, viene chiamato a Milano nel 1896 alla Direzione della Società Edison, che trasformerà nella maggiore impresa elettrica nazionale.
Nei primi decenni del secolo successivo, Esterle trasforma la società Edison in un potente organismo industriale e finanziario e conquista una posizione di notevole prestigio non solo all'interno del settore elettrico – di cui è ormai il leader indiscusso – ma anche nel più vasto ambiente imprenditoriale italiano, di cui promuove l’organizzazione e il coordinamento. Durante la Prima guerra mondiale, facilitato dalle prospettive di commesse statali per forniture belliche in un settore del tutto nuovo, Esterle decide di patrocinare anche finanziariamente l’iniziativa della Società per lo sviluppo dell’aviazione in Italia – la futura Caproni – di cui diventerà presidente.
Il notevole incremento dei profitti registrato nel periodo bellico in tutti i comparti dell’industria italiana, che nel settore elettrico porta alla sostituzione di capitali nazionali al capitale tedesco, fornisce alla Società Edison nuovi, consistenti mezzi.
Inizia allora quel processo di concentrazione fra le imprese elettriche italiane, determinato dalla crescita della domanda, dal progresso tecnologico e dalle opportunità offerte dalle economie di scala, che nell'arco di pochi anni arriva alla formazione di ampi sistemi elettrici regionali: questo assetto resterà nel settore fino alla nazionalizzazione del 1962.
In questa nuova fase, Esterle è tra i primi a cogliere le opportunità di uno sviluppo oligopolistico e dall'inizio della guerra è tra i fautori del blocco alla costruzione di nuove centrali idroelettriche.
Nel luglio 1918 Esterle viene infine nominato membro della sezione XV (Utilizzazione delle forze idriche ed elettriche) della Commissione per il dopoguerra; ma la morte, avvenuta a Milano nel settembre del 1918, gli impedisce di partecipare alla seduta inaugurale dei lavori.

## Archivio
Documentazione relativa all'attività imprenditoriale di Esterle è sparsa in numerosi archivi pubblici e privati. I nuclei più importanti si trovano a Milano presso il Centro per la cultura d'impresa, nel fondo Edison - Archivio fotografico (estremi cronologici: 1930-1970); presso l’Archivio della Società Edison (Ase), nel fondo Edison e consociate  (estremi cronologici: 1895-1999) e nell'archivio storico dell'ENEL, nel fondo Ente nazionale per l'energia elettrica - ENEL. Ex Compartimento di Roma. Archivio storico Orso Mario Corbino (estremi cronologici: 1890-1999), oltre che presso l'archivio della Banca commerciale italiana.